# Angelo Zorzi
Angelo Zorzi (Milano, 4 de maio de 1890 — Milano, 28 de dezembro de 1974) foi um ginasta italiano que competiu em provas de ginástica artística pela nação.
Zorzi é o detentor de duas medalhas olímpicas, conquistadas em diferentes edições. Na primeira, em 1912, nos Jogos de Estocolmo fo o vencedor da prova coletiva ao lado de seus dezessete companheiros de equipe. Oito anos mais tarde, nas Olimpíadas da Antuérpia, saiu-se novamente vencedor na prova por times.